# Teilzahlungsgeschäft
Teilzahlungsgeschäft (auch Ratenkauf oder Finanzkauf) ist im Warenhandel eine Vereinbarung zwischen Unternehmer und Verbraucher, die Bezahlung des fälligen Kaufpreises ausnahmsweise nicht sofort in einer Summe, sondern durch Teilzahlung in mindestens zwei Zahlungsraten zu erbringen. Das Gesetz spricht nicht von Raten, sondern von Teilzahlungen. Hierbei handelt es sich um die in kleinere Teilbeträge aufgeteilte Gesamtsumme des Kaufpreises.

## Allgemeines
Im Schuldrecht ist der Schuldner allgemein nicht berechtigt, Teilzahlungen zu leisten; der Gläubiger kann sie zurückweisen (§ 266 BGB). Mit einer Teilzahlung bietet der Schuldner nämlich eine andere als die geschuldete Leistung an. Diese Vorschrift soll den Gläubiger vor Belästigungen durch geringfügige Teilleistungen bewahren. In der Praxis hat sich allerdings mit dem Teilzahlungsgeschäft ein Vertragsmodell etabliert, bei dem die Parteien Teilzahlungen bewusst gestatten.
Teilzahlungen sind insbesondere bei Kaufverträgen des täglichen Lebens eine Durchbrechung des Zug-um-Zug-Prinzips, das von beiden Vertragspartnern die jeweils obliegende vollständige Leistung zum selben Zeitpunkt verlangt (§ 320 BGB). Von diesem Regelfall können die Parteien des Kaufvertrags abweichen und vereinbaren, dass der Kaufpreis erst zu einem späteren Zeitpunkt fällig sein soll. Kommt es zu vereinbarten Teilzahlungen, so handelt es sich rechtlich um Finanzierungshilfen. Sie unterteilen sich in Zahlungsaufschub und sonstige Finanzierungshilfen, zu letzteren gehören Finanzierungsleasing und Mietkauf. Der wichtigste Unterfall des Zahlungsaufschubs – der eine Stundung darstellt – ist das Teilzahlungsgeschäft. Der Neologismus „Finanzkauf“ für Teilzahlungsgeschäfte ist spätestens seit 1993 belegbar. Hiermit soll verdeutlicht werden, dass der Kaufpreis finanziert wird.

## Geschichte

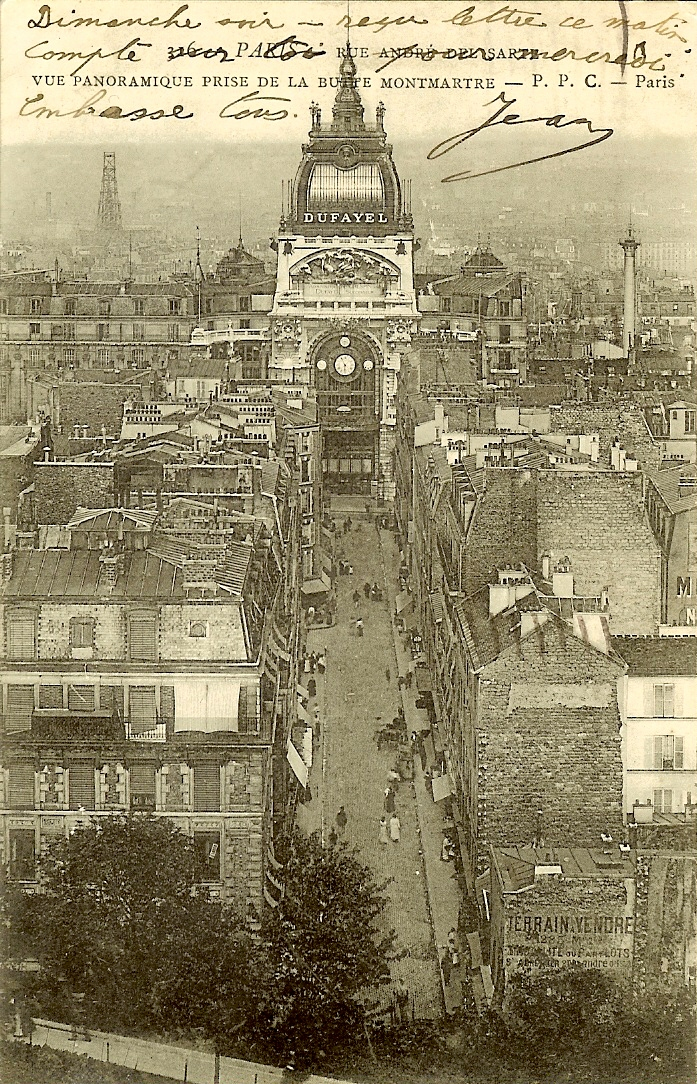
Paris - Grands Magasins Dufayel (1904)

Der Ratenkredit hat nach Werner Sombart seinen Ursprung um 1750 in London („installment credits“). Im Jahre 1807 führte das damals älteste Möbelhaus der USA, Cowperthwait & Sons, den Ratenkredit mittels Zahlungsplan in New York ein. Die „Singer Sewing Machine Company“ begann um 1850 nach dem Teilzahlungssystem Nähmaschinen zu verkaufen. Der deutsche Einzelhandel folgte 1849 im Teilzahlungsgeschäft mit dem Hamburger „Warenkredithaus“ Alex Friedländer, der gegen Wochen- oder Monatsraten Textilien und später auch Möbel und andere Einrichtungsgegenstände verkaufte. Danach entwickelte sich das Teilzahlungssystem planmäßig in Frankreich weiter, wo 1856 das Pariser Kaufhaus Grands Magasins Dufayel den Ratenkredit anbot. Es soll seinen Käufern Kundenkonten eröffnet und in gleicher Höhe Kaufbons („bons d’achat“) ausgegeben haben. Im Januar 1917 erhielt der „Commercial Investment Trust“ ein Patent für einen „Auto-Finanzierungs-Plan für den Großhandel“ und begann mit der Autofinanzierung zunächst von Rennwagen.

## Rechtsgrundlagen
Während mithin im Kaufvertragsrecht Teilzahlungen nicht zulässig sind, sieht das Darlehensrecht ausdrücklich die Möglichkeit von Teilzahlungen vor. 

### Inhalt
Grundlage der Teilzahlungsmöglichkeit ist der Verbrauchsgüterkauf des § 474 BGB. Wichtigste Voraussetzung ist, dass ein Vertrag zwischen Unternehmer und Verbraucher geschlossen wird, der den Kauf einer bestimmten beweglichen Sache oder die Erbringung einer Dienstleistung zum Inhalt hat. Zudem muss der Zahlungsaufschub in Form des Teilzahlungsgeschäfts entgeltlich sein (§ 491 Abs. 2 BGB), also einen Zuschlag zum Barzahlungskaufpreis beinhalten. Unentgeltliche Zahlungsaufschübe (Tilgungsraten ohne Teilzahlungszuschlag oder Stundung ohne Stundungsentgelt) führen nicht zur Anwendung des Verbraucherkreditrechts. Liegen die Voraussetzungen vor, handelt es sich um Teilzahlungsgeschäfte, die nach § 492 Abs. 1 BGB der Schriftform bedürfen. Die Schriftform ist nur entbehrlich, wenn das Teilzahlungsgeschäft im Fernabsatz zustande kommt (§ 507 Abs. 1 Satz 2 BGB). Dadurch soll der Versandhandel erleichtert werden. Nach Abschluss des Kaufvertrages müssen bei der Ratenzahlung mindestens noch zwei Raten zu zahlen sein. Als Zahlungsrhythmus kann monatliche, vierteljährliche oder halbjährliche Ratenzahlung vereinbart werden.

### Geltung
Nach § 506 Abs. 1 BGB gelten für Teilzahlungsgeschäfte die Vorschriften für Verbraucherkredite. Werden die Kosten nach § 494 Abs. 4 BGB oder die Sicherheiten nach § 494 Abs. 6 Satz 2 BGB im Vertrag nicht angegeben, sind sie vom Verbraucher nicht geschuldet oder können vom Unternehmer nicht verlangt werden. Aufgrund der Ausnahmetatbestände des § 491 Abs. 2 Nr. 1 BGB gelten Teilzahlungsgeschäfte nach § 506 Abs. 4 Satz 1 BGB nicht bei Bagatell-Geschäften mit einem Barzahlungspreis von weniger als 200 Euro.
Ausschließlich für Teilzahlungsgeschäfte gelten die Sondervorschriften der §§ 507 und § 508 BGB. Wird die Schriftform des § 506 Abs. 1, § 492 Abs. 1 BGB nicht eingehalten, ist das Teilzahlungsgeschäft nach § 507 Abs. 2 Satz 1 BGB nichtig, es sei denn, die Sache wurde dem Verbraucher bereits übergeben (§ 507 Abs. 2 Satz 2 BGB). Nach § 508 BGB steht dem Unternehmer ein Rücktrittsrecht bei Zahlungsverzug des Verbrauchers zu. Der Unternehmer ist nach § 505a, § 505b, § 505c, § 505d BGB verpflichtet, den Verbraucher einer Kreditwürdigkeitsprüfung zu unterziehen. Diese Vorschrift verlangt von Nichtbanken, dass sie ihr Kreditrisiko wie Kreditinstitute einschätzen müssen.

### Zahlungsverzug
Unpünktliche, ganz oder teilweise ausbleibende Ratenzahlungen führen zum Schuldnerverzug. Dieser tritt nach § 286 Abs. 2 Nr. 1 BGB automatisch ein, weil die Ratenzahlung nach dem Kalender bestimmt ist. Bei Teilzahlungsgeschäften kann der Unternehmer vom Kaufvertrag zurücktreten (§ 498 Satz 1 BGB in Verbindung mit § 505 Abs. 3 BGB), wenn ein Zahlungsverzug des Verbrauchers nach § 498 BGB vorliegt. Von einem Zahlungsverzug nach § 498 BGB ist auszugehen, wenn der Kreditnehmer mit mindestens zwei aufeinanderfolgenden Raten von mindestens 10 % der Darlehenssumme (bei Teilzahlungsgeschäften bis zu 3 Jahren Laufzeit) oder mindestens 5 % (über 3 Jahre Laufzeit) in Verzug ist.

### Erstattungspflicht des Gläubigers im Fall der Insolvenz (Insolvenzanfechtung)
Treffen Gläubiger und Schuldner eine Ratenzahlungsvereinbarung, weil der Schuldner den vollständigen Betrag bei Fälligkeit nicht zahlen kann, besteht im unternehmerischen Geschäftsverkehr für den Gläubiger das Risiko, dass er im Fall der späteren Insolvenz des Schuldners die erhaltenen Raten an den Insolvenzverwalter erstatten muss. Grundlage sind die Bestimmungen der sog. Insolvenzanfechtung, insbesondere § 133 InsO. Derartige Anfechtungen sind immer wieder Gegenstand zahlreicher Gerichtsentscheidungen.

## Übergabe
Im Kaufvertrag kann vereinbart werden, dass die Übergabe und Übereignung des Kaufgegenstandes entweder sofort erfolgt oder im Rahmen eines Eigentumsvorbehalts die Übergabe zwar sofort, die Übereignung jedoch erst nach Zahlung der letzten Rate erfolgt (§ 449 Abs. 1 BGB). In beiden Fällen wird durch die Ratenzahlung der Verkäufer zum Kreditgeber mit den typischen Kreditrisiken bis hin zum Insolvenzrisiko. In diesen Fällen stellt der Zahlungsaufschub ein Darlehen des Verkäufers an den Käufer dar (§ 488 BGB), das letzteren berechtigt, einen höheren Kaufpreis als bei Barzahlung zu verlangen. Kommt es jedoch bereits anfangs zur Übereignung und Übergabe der Waren, so tritt der Verkäufer in Vorleistung und gewährt einen Kundenkredit. Wird die Sache erst bei vollständiger Kaufpreiszahlung übereignet und übergeben, so handelt es sich nicht um ein Teilzahlungsgeschäft.

## Teilzahlung bei Käufen im Internet
Seit dem Beginn der COVID-19-Pandemie verzeichnet der Onlinehandel hohe Umsatzzuwächse und auch Kunden, die vor der Pandemie nicht oder weniger im Internet kauften. 
Seit Pandemiebeginn kaufen mehr Kunden auf Raten und bemerken nicht (oder verdrängen), dass sie über ihre Verhältnisse leben. 
Großen BNPL-Anbietern wie Klarna, AfterPay (aus Australien) und Affirm (aus den USA) wird vorgeworfen, dass sie die Bezahlmethode 'Ratenkauf' geschickt und bedienerfreundlch 
in die Websites von Onlinehändlern einbinden - den Käufern solle nicht bewusst werde, dass sie beim Kaufvorgang auf Raten bezahlen und damit letztlich einen Kreditvertrag eingehen, der auch via Schufa-Auskunft ihre Kreditwürdigkeit beeinflussen kann. Dies beschäftigt in einigen Ländern schon die Finanzaufsicht.

## Finanzkauf
Um das Handelsgeschäft vom Finanzierungsteil zu trennen, ist oft eine zum Warenkonzern gehörige Spezialbank, wie etwa eine Teilzahlungsbank, Autobank oder Konzernbank in das Finanzgeschäft involviert. Durch Einbeziehung dieser Institute wird deutlich, dass Teilzahlungsvereinbarungen bankrechtlich ein Kreditgeschäft darstellen. Diese Vereinbarungen enthalten die Höhe und Anzahl der vereinbarten Zahlungsraten sowie ihre jeweilige Fälligkeit. Da Banken den Bestimmungen des Kreditwesengesetzes (KWG) unterliegen, müssen sie die Kreditwürdigkeit und Kreditfähigkeit der Verbraucher nach § 18 KWG prüfen.

## International
Teilzahlungsgeschäfte dieser Art gelten in allen EU-Mitgliedstaaten, da die zitierten BGB-Vorschriften auf mehreren EU-Richtlinien wie 1999/44/EG vom 25. Mai 1999 oder 2011/83/EU beruhen.